# Kante (Graphentheorie)

Darstellung der Knoten, Kanten und Maschen

Kanten sind in der Graphentheorie derjenige Teil eines Graphen, der die Verbindung zwischen mindestens zwei Knoten herstellt.

## Mathematische Definition
Ist {\displaystyle G=(V,E)} ein ungerichteter Graph, so nennt man ein Element {\displaystyle [x,y]\in E} (mit {\displaystyle x,y\in V}) die Kante von {\displaystyle G}; {\displaystyle x,y} heißen Endknoten.
Eine Kante gibt an, ob zwei Knoten miteinander in Beziehung stehen, bzw. ob sie in der bildlichen Darstellung des Graphen verbunden sind. In einem gerichteten Graphen ist eine Kante ein geordnetes Paar von Knoten, in einem ungerichteten Graphen ist eine Kante eine Menge zweier Knoten. Zwei Knoten, die durch eine Kante verbunden sind, heißen benachbart oder adjazent.

## Anwendung
Die Graphentheorie kann auf alle Netzwerke angewandt werden. Die Knoten und Kanten haben in jedem Netzwerk spezifische Bezeichnungen.
| Netzwerk           | Knoten                                           | Kanten                                                           |
| ------------------ | ------------------------------------------------ | ---------------------------------------------------------------- |
| Straßennetze       | Verkehrsknoten: Straßenkreuzung, Anschlussstelle | Verkehrswege: Autobahnen, Straßen, Straßenbrücken, Straßentunnel |
| Schienennetze      | Bahnhöfe: Güterbahnhöfe, Personenbahnhöfe        | Schienen, Weichen, Eisenbahnbrücken, Eisenbahntunnel             |
| Wasserstraßennetze | Häfen: Binnenhäfen, Seehäfen                     | Gewässer: Flüsse, Kanäle, Meere                                  |
| Mobilfunknetze     | Funkstellen, Mobilfunkgeräte, Handy, Smartphones | Mobilfunkfrequenzen                                              |
| Stromnetze         | Einspeisung, Ausspeisung, Umspannwerke           | Freileitungsmasten, Stromleitungen                               |
| Rechnernetze       | Server, Switches, Rechner, Internet-Knoten       | Endgeräte, Personal Computer, Wiedergabegeräte                   |
| Soziales Netzwerk  | Personen, Tiere, Organisationen                  | Beziehungen, Interaktionen                                       |

Auch Verkehrsnetze wie Flugstraßennetze oder andere Funknetze wie das Amateurfunknetz oder der Seefunk sowie Infrastruktur-Netzwerke besitzen eine Netztopologie, die mit der Graphentheorie erklärt werden kann.
Im Transportwesen beispielsweise sind der Versandort, etwaige Umladeorte und der Empfangsort die Knoten und die diese Orte verbindenden Transportwege die Kanten.

## Kantenarten und ihre Notation

### Ungerichtete Kanten
Kanten in einem ungerichteten Graphen bezeichnet man als „ungerichtete Kanten“. Eine ungerichtete Kante ist demnach eine Menge von zwei Knoten. Mitunter wird der Begriff auch auf gerichtete Graphen ausgeweitet, um auszudrücken, dass zwei Knoten {\displaystyle a} und {\displaystyle b} sowohl durch die Kante {\displaystyle \left(a,b\right)} als auch durch die Kante {\displaystyle \left(b,a\right)} verbunden sind.

### Gerichtete Kanten
Kanten in einem gerichteten Graphen bezeichnet man als „gerichtete Kanten“. Sie besitzen also im Gegensatz zu ungerichteten Kanten eine Orientierung. Für eine Kante {\displaystyle e=\left(a,b\right)} wird der Knoten {\displaystyle a} Startknoten und der Knoten {\displaystyle b} Endknoten der Kante genannt. Eine gerichtete Kante wird auch „Bogen“ oder „Pfeil“ genannt. Zwei Kanten {\displaystyle e_{1}}, {\displaystyle e_{2}} mit {\displaystyle e_{1}=\left(a,b\right)} und {\displaystyle e_{2}=\left(b,a\right)} heißen „gegenläufig“ oder „antiparallel“.

## Besondere Kanten
- Schleife: Verbindet in einem Multigraphen einen Knoten mit sich selbst.
- Mehrfachkante/Multikante: Zwischen zwei Knoten verlaufen in einem Multigraphen mehrere gleichartige Kanten. Die einzelnen Kanten werden als „parallele Kanten“ bezeichnet.
- Mehrfachschleife: Eine gerichtete Mehrfachkante in einem Multigraphen, die zugleich Schleife ist.

## Verallgemeinerung: Hyperkante
In Hypergraphen kann eine Kante als so genannte Hyperkante auch mehr als zwei Knoten verbinden. 